# Homer Simpson

Assinatura de Homer SImpson

Homer Jay Simpson é um personagem de desenho animado criado por Matt Groening. Ele é o patriarca da família ficcional Simpson, de Os Simpsons uma série de televisão da FOX. Sua primeira aparição na televisão ocorreu em 19 de abril de 1987. Matt Groening o criou enquanto este estava na sala de espera do escritório de James L. Brooks. Ele havia sido chamado para apresentar uma série de curtas baseado em Life in Hell, mas, em vez disso, criou um elenco de novos personagens. Ele nomeou o pai da família com o nome de seu pai, Homer Groening. Homer é o único personagem que aparece em todos os episódios.
Homer é o pai desajeitado da família Simpson. Com sua esposa, Marge, ele tem três filhos: Bart, filho de quem não gosta, e Lisa e Maggie, duas garotas. Como o sustentador da família, ele trabalha na Usina Nuclear de Springfield. Em vários momentos há referências dele com revistas adultas com modelos como Aninha Pelosini e mais. Homer encarna vários estereótipos cômicos de estadunidenses da classe trabalhadora: é rude, acima do peso, incompetente, grosseiro, preguiçoso, ignorante e adora comer rosquinhas; entretanto, é bastante dedicado à sua família.
Homer é um dos mais influentes personagens fictícios da televisão, havendo sido descrito pelo jornal britânico The Sunday Times como "a maior criação dos desenhos da era moderna". Também foi votado como a maior personagem da televisão de todos os tempos pelos telespectadores do Channel 4.

## Descrição e biografia ficcional

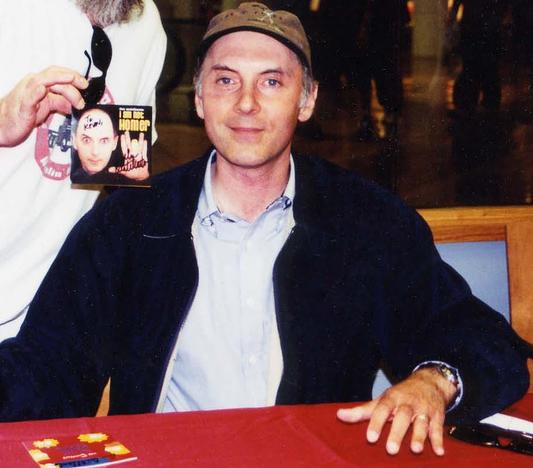
A voz original de Homer é feita por Dan Castellaneta

É uma sátira do típico pai de família americano. No seu trabalho, como inspetor, é sempre desastrado e comete inúmeros erros, além de cair frequentemente no sono, o que deixa a cidade em perigo. Com 39 anos, o seu estado físico é deplorável, sendo muito gordo e preguiçoso. Apesar de ser formado em Engenharia Química, sua inteligência é quase nula e está sempre envolvido em algum problema criado pela sua irresponsabilidade ou atitude infantil e imatura. Contudo, de alguma forma, Homer sempre consegue livrar-se dos problemas, embora sua personalidade não mude. Uma virtude dele que aparece às vezes é que, apesar de tudo, tem um bom coração, quando por exemplo, doou um rim para seu pai. Mas geralmente isto é opacado pelo grau de ignorância e tolice que ele apresenta. Ainda assim é capaz de dizer frases brilhantes entendidas como tolas, mas dotadas de extremo acerto culturalmente falando. Até seus gostos são uma paródia do típico americano: ele é um bebedor compulsivo de cerveja, gosta de comer rosquinhas, ver televisão o dia todo e dormir muito.
Houve, ao longo da série, várias explicações para a mínima inteligência do Homer: falou-se num gene que é transmitido de geração em geração aos homens da família Simpson - portanto, seu filho Bart e seu pai Abe possuem este problema - diminuindo progressivamente a inteligência do portador. Ou seja, os três e mais as futuras gerações de Homer Simpson serão todos um bando de retardados, um fato bem tanto contraditório em relação a Herb, irmão de Homer por parte de pai, que é um gênio e bem sucedido inventor. Depois foi revelado o fato dele ter um giz de cera alojado numa parte do seu cérebro por causa de uma brincadeira de criança: enfiar crayons pelo nariz. Um dia, uma cirurgia conseguiu retirar o crayon fazendo-o repentinamente mais inteligente. Graças a isso, desenvolve uma relação muito especial com Lisa, mas ao ver que todo mundo o detestava, pediu para que se recolocasse o crayon onde estava (colocado por Moe, no seu nariz). Mas, para bons entendedores mera aparência é descartada, e abre margem ao grande homem que é Homer Simpson, doido, engraçado, bêbado, adorador de donuts, tolo para alguns, mas extremamente cativante e alegre, faz rir até quando está triste, é exemplo a ser seguido.
Homer até um ponto de sua vida somente era conhecido por Homer J. Simpson, quando descobriu que se chamava Homer Jay Simpson - descoberto no sexto episódio da décima temporada "D'oh in the winds", quando descobre que o significado de seu J estava sob uma pintura hippster de sua mãe.
Criou, quando se inscreveu com a sua família no Programa de Proteção de Testemunhas para se proteger do Sideshow Bob, Homer Jackson, e também uma família fictícia, os Thompson.

## Desenvolvimento

### Voz e dublagem
A voz original de Homer é a do ator Dan Castellaneta, que dá voz a vários outros personagens, incluindo Vovô Simpson, Krusty, o Palhaço, Barney Gumble, Zelador Willie, Prefeito Quimby e Hans Moleman. Castellaneta fazia parte do elenco regular de The Tracey Ullman Show e já havia feito alguns trabalhos de dublagem em Chicago ao lado de sua esposa Deb Lacusta. Vozes eram necessárias para os curtas dos Simpsons, então os produtores decidiram pedir a Castellaneta e sua colega de elenco Julie Kavner para dublar Homer e Marge em vez de contratar mais atores. Nos curtas e na primeira temporada do programa de meia hora, a voz de Homer é diferente da maioria da série. A voz começou como uma impressão vaga de Walter Matthau, mas Castellaneta não conseguiu "obter força suficiente por trás daquela voz", ou sustentar sua impressão de Matthau durante as sessões de gravação de nove a dez horas, e teve que encontrar algo mais fácil. Durante a segunda e terceira temporadas do programa de meia hora, Castellaneta "baixou a voz" e a desenvolveu como mais versátil e bem-humorada, permitindo a Homer uma gama mais completa de emoções.
A voz normal de Castellaneta não tem nenhuma semelhança com a de Homer. Para interpretar a voz de Homer, Castellaneta abaixa o queixo até o peito e diz que "deixa seu QI ir". Enquanto estava neste estado, ele improvisou vários dos comentários menos inteligentes de Homer, [46] como a frase "S-M-R-T; quero dizer, S-M-A-R-T!" de "Homer Goes to College" (quinta temporada, 1993), o que foi um erro genuíno cometido por Castellaneta durante a gravação. Castellaneta gosta de permanecer no personagem durante as sessões de gravação, e tenta visualizar uma cena para poder dar a voz adequada a ela. Apesar da fama de Homer, Castellaneta afirma que ele raramente é reconhecido em público, "exceto, talvez, por um fã obstinado".
"Homer's Barbershop Quartet" (quinta temporada, 1993) é o único episódio em que a voz de Homer foi fornecida por outra pessoa que não Castellaneta. O episódio mostra Homer formando um quarteto de barbearia chamado The Be Sharps; e, em alguns momentos, sua voz para cantar é fornecida por um membro do The Dapper Dans. The Dapper Dans gravou as partes cantadas para todos os quatro membros do The Be Sharps. Seu canto foi misturado com as vozes normais dos dubladores, muitas vezes com um dublador regular cantando a melodia e os Dapper Dans fornecendo apoio.
Até 1998, Castellaneta recebia US$ 30.000 por episódio. Durante uma disputa salarial em 1998, a Fox ameaçou substituir os seis dubladores principais por novos atores, chegando ao ponto de se preparar para o elenco de novas vozes. No entanto, a disputa foi logo resolvida e ele recebeu US$ 125.000 por episódio até 2004, quando os dubladores exigiram que recebessem US$ 360.000 por episódio. O problema foi resolvido um mês depois, e Castellaneta ganhou US$ 250.000 por episódio. Após renegociações salariais em 2008, os dubladores recebem aproximadamente US$ 400.000 por episódio. Três anos depois, com a Fox ameaçando cancelar a série a menos que os custos de produção fossem cortados, Castellaneta e os outros membros do elenco aceitaram um corte de 30% nos salários, para pouco mais de US$ 300.000 por episódio.
O primeiro dublador de Homer no Brasil foi o ator Waldyr Sant'anna. Com a saída de Waldyr, Júlio Cézar Barreiros passou a dublar o personagem. Atualmente, Homer é dublado por Carlos Alberto Vasconcellos. Vasconcellos afirma que tinha enorme admiração por Sant'anna e que o imitava. Carlos entrou para o elenco depois de conversar com Sérgio de La Riva, atual diretor de produção do estúdio Delart. Ele fez o teste imitando Waldyr, e foi aprovado.

## Família e amigos
Homer nasceu e foi criado em Springfield (apesar de em um episódio se sugerir que ele nasceu em Toronto, no Canadá, e um outro sugerir que ele nasceu em Connecticut, nos Estados Unidos). Alguns analistas indicam que provavelmente ele nasceu ou foi criado em alguma fazenda ou área rural de Springfield por volta de 19 de abril (o dia em que a série foi ao ar). Homer é filho de Abraham "Abe" Simpson e de Mona Simpson (também conhecida por Penelope Olson). Seu meio-irmão, Herbert Powell, era dono de uma fábrica de automóveis antes de Homer acabar com a empresa. Em um episódio posterior, Homer tenta se reaproximar de Herb permitindo que ele fique com sua família. Herb inventa uma máquina que traduz o que os bebês falam (testado na Maggie) para fala humana compreensível, ganhando de volta seus milhões. Herb nasceu pelo relacionamento do pai de Homer com uma carnavalesca e trabalha atualmente como inventor. A meia-irmã de Homer, Abbie, é fruto do relacionamento de Abe Simpson e uma mulher inglesa que Abe conheceu durante a Segunda Guerra Mundial. Se a história de Natal do vovô sobre um ataque no Pacífico em 1941 fosse verdadeira, Homer também seria sobrinho do irmão de Abraham, Cyrus.
Homer casou com Marjorie Bouvier e com ela teve três filhos, todos nascidos em Springfield. Ele costuma frequentar o Bar do Moe, que pertence a Moe Szyslak, que também trabalha nele como barman. Nesse bar, também frequentam os amigos de Homer: Barney, Carl, e Lenny. Todos sempre bebem uma caneca da Duff, a cerveja de Springfield, servida pelo Moe. Homer tem fama por estar geralmente bêbado e entanto ser muito propenso a acidentes desastrosos.

## Inimigos
Tem como rival Ned Flanders, seu vizinho extremamente religioso puritano e aparentemente correto. Na maioria das vezes Flanders ignora as provocações de Homer, mas às vezes deixa escapar a sua raiva e desprezo pelo vizinho. Homer vive pegando as coisas de Flanders e se "esquece" de devolvê-las. Se tornou católico, como forma de rivalizar com o protestantismo de Flanders, mas em alguns episódios da série, fica amigo de Flanders.
Homer também tem inimizades com seu chefe, o Sr. Burns, Snake Jailbird (O Cobra), Tony Gordo (e sua máfia), o Sideshow Bob (juntamente com o irmão deste) e suas cunhadas Selma e Patty Bouvier.

## Conhecimentos e habilidades
Homer tem uma mente vazia, mesmo com um giz de cera no cérebro mas ainda é capaz de reter uma grande quantidade de conhecimento sobre temas muito específicos. Apesar de sua inteligência ser abaixo da média e a memória vaga ter pouca criatividade, Homer formou-se em Engenharia especializada em Química na Universidade de Springfield aos 25 anos e surpreende os outros pela fluência em muitas línguas. Também é extremamente confiante; não importa o quanto de habilidade ou o pouco conhecimento que tem sobre qualquer coisa que tenta fazer, ele não tem dúvida de que ele será bem sucedido. No entanto, seus breves períodos de inteligência são ofuscados por muito mais tempo de ignorância e mais consistentes períodos de esquecimento e estupidez.
Apesar de ser um Engenheiro Químico formado, Homer tem um Q.I. baixo devido a vários fatores: o "Gene Simpson" hereditário, o seu alcoolismo, a exposição a resíduos radioativos, repetitivos traumatismos cranianos, e ao lápis de cera situado no lobo frontal do cérebro. Ele também deu a entender que teria sido, pelo menos, um pouco mais bem-sucedido se seu pai tinha tivesse lhe encorajado ao invés de diminuí-lo.
Homer toca guitarra e piano incrivelmente bem, e se tornou um cantor e compositor. Ele fez parte de bandas extremamente populares. Ganhou um Grammy com “Os Bem Afinados” (episódio “Homer's Barbershop Quartet”), muitos discos de ouro pela sua banda grunge, que é um estilo de música que ele também inventou (episódio "That '90s Show"), e foi capaz de ajudar Lisa ganhar um concurso de música com músicas que ele escreveu para ela (“A Star is Torn”). Enquanto deitado, Homer possui uma poderosa voz operística, o que o levou a se tornar um popular astro da ópera ("The Homer of Seville").
Homer parece ser um poliglota (“Simpson Tide”). Quando ele e Bart foram presos em Japão, ele foi capaz de falar japonês fluentemente em um período extremamente curto (“Thirty Minutes Over Tokyo”). Ele foi também capaz entender algumas palavras do hindi vendo Apu e Manjula discutirem.
Mesmo que Homer seja constantemente descrito como sendo impopular, ele foi capaz de incitar uma multidão em várias ocasiões. Ele tem uma incrível influência sobre multidões e é capaz de motivar as pessoas para causas justas, como desligar a usina nuclear ("Homer's Odyssey"), e também para acalmar uma multidão furiosa e assim impedir a destruição da casa de burlesco de Springfield ("Bart After Dark").

## Família e relações
Homer é profundamente dedicado à sua esposa e filhos. E mesmo com suas atitudes atrapalhadas e por vezes egoístas e grosseiras, ainda se mostra um pai atencioso e um marido fiel e decente.

### Marge Simpson
Homer a conheceu e começou a namorá-la no colegial (episódio "The Way We Was"), sem saber que ele já a havia conhecido anos antes no Acampamento para Meninos Desprivilegiados, quando ele tinha 10 anos (no episódio "The Way We Weren't"). Apesar dos vários defeitos de Homer, o casamento dos dois resiste a quase todo tipo de adversidade.

### Bart
Homer geralmente refere-se a Bart como "guri" (“The Boy”, no original) ou "Zé ruela" e sempre repreende o primogênito por suas travessuras com estrangulamento no pescoço, além de se irritar extremamente fácil com ele, às vezes até mesmo sem motivo nenhum. Bart é uma das causas prováveis da calvície de Homer. Por causa de sua relação turbulenta, Bart comumente refere-se a ele como Homer, em vez de o pai, especialmente quando está tirando sarro dele. No entanto, Homer também frequentemente demostra carinho e cuidado, apesar de suas diferenças. Homer e Bart compartilham o mesmo senso de humor e espirito de aventura que, por exemplo, os levou a juntos atravessarem o país de caminhão (episódio "Maximum Homerdrive").

### Lisa
Homer sente orgulho e demonstra por Lisa seu lado mais devotado e paternal. Ela é sua preferida, revelado por ele no episódio "That '90s Show". Quando a decepciona ou ela está simplesmente triste, Homer muitas vezes vai ao fim do mundo para fazer o que é certo. Homer, também, muitas vezes faz atividades com Lisa que ele simplesmente não gosta apenas para fazê-la feliz, como assistir ao balé. Ele se irrita com seu amor pela música e reclama do barulho do saxofone de sua filha. Apesar de ser muitas vezes insensível às necessidades de sua filha, como transformar o quarto dela em uma torre de celular ("Make Room for Lisa"), Homer tenta ser um bom pai e coloca sua felicidade acima de tudo. Um exemplo disso foi quando Homer desistiu de 200 dólares que a família tinha economizado para um novo aparelho de ar-condicionado e comprou um saxofone para a filha ("Lisa's Sax").

### Maggie
Homer esquece que Maggie existe com frequência e sempre que Maggie é chamada por seu nome completo, Margaret, Homer não tem nenhuma ideia sobre de quem estão falando. Homer é altamente irresponsável com Maggie, muitas vezes dando-lhe coisas perigosas para ela brincar ou então simplesmente perdendo-a de vista.
Maggie nasceu de uma gravidez não planejada (como Bart e Lisa), e tê-la para Homer significou abandonar seu emprego de sonho na pista de boliche e retomar o seu antigo emprego de usina nuclear para assim ganhar dinheiro suficiente e sustentar um terceiro filho. Inicialmente Homer se ressentia disso até ver e se apaixonar com o olhar meigo da bebê. Não há fotos de Maggie na casa dos Simpson porque Homer criou um mural de fotos dela em seu ambiente de trabalho onde se lê: "faça isso por ela" ("And Maggie Makes Three"). Embora não se comuniquem bem, Homer e Maggie compartilham um vínculo especial e ele a ama profundamente. Se a primeira palavra de Bart foi “caramba”, e de Lisa foi “Bart”, a primeira palavra de Maggie foi "papai".

## Influência cultural

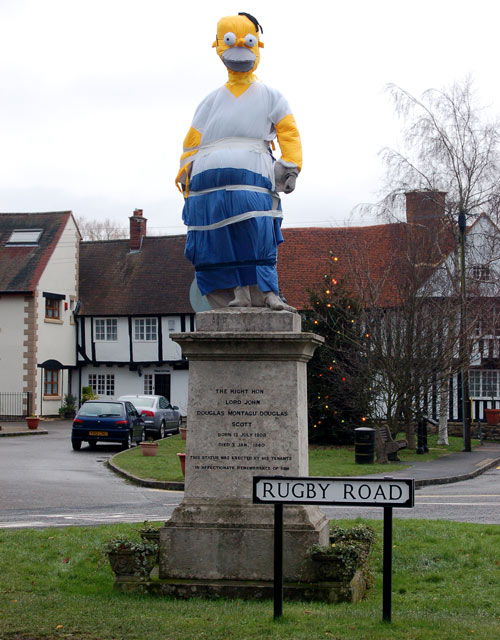
Homer em uma estátua de fantasia na cidade de Dunchurch, Inglaterra em 2009

Homer Simpson é um dos personagens de televisão mais populares e influentes por uma variedade de padrões. O USA Today citou o personagem como sendo uma das "25 principais pessoas mais influentes dos últimos 25 anos" em 2007, acrescentando que Homer "sintetizou a ironia e a irreverência no cerne do humor americano". Robert Thompson, diretor do Centro para o Estudo da Televisão Popular da Universidade de Syracuse, acredita que "daqui a três séculos, os professores de inglês estarão considerando Homer Simpson como uma das maiores criações na narrativa humana". O Historiador da animação Jerry Beck descreveu Homer como um dos melhores personagens animados, dizendo: "você conhece alguém como ele ou se identifica com ele. Essa é realmente a chave para um personagem clássico". Homer foi descrito pelo The Sunday Times como "a maior criação cômica do tempo [moderno]". O artigo observou: "toda a idade precisa de seu grande e consolador fracasso, de sua mediocridade amável e livre de pretensões. E nós temos a nossa em Homer Simpson".
Homer foi citado como uma má influência nas crianças; por exemplo, um estudo de cinco anos com mais de 2.000 pessoas de meia-idade na França encontrou uma possível ligação entre peso e função cerebral, cujos resultados foram apelidados de "síndrome de Homer Simpson" . Os resultados de um teste de memória de palavras mostraram que pessoas com um índice de massa corporal (IMC) de 20 (considerado um nível saudável) lembraram uma média de nove de 16 palavras. Enquanto isso, pessoas com um IMC de 30 (dentro da faixa de obesidade) lembraram uma média de apenas sete das 16 palavras.
Apesar da incorporação parcial da cultura americana por Homer, sua influência se espalhou para outras partes do mundo. Em 2003, Matt Groening revelou que seu pai, após o qual Homer foi nomeado, era canadense, e disse que isso fez do próprio Homer um canadense. Posteriormente, o personagem tornou-se cidadão honorário de Winnipeg, Manitoba, no Canadá, porque acredita-se que Homer Groening seja de lá, embora fontes digam que ele realmente nasceu na província de Saskatchewan. Em 2007, uma imagem de Homer foi pintada ao lado do Gigante Cerne Abbas em Dorset na Inglaterra, como parte de uma promoção para o filme Os Simpsons. Isso causou indignação entre os neopagãos locais que realizaram "magia da chuva" para tentar eliminá-lo. Em 2008, uma desfigurada moeda de euro Espanhol foi encontrada em Avilés, Espanha com o rosto de Homer substituindo a efígie do Rei Juan Carlos I.
Homer apareceu, dublado por Castellaneta, em vários outros programas de televisão, incluindo a sexta temporada do American Idol, onde ele abriu o show; The Tonight Show com Jay Leno, onde ele realizou um monólogo especial de abertura animada para a edição de 24 de julho de 2007; e a especial de angariação de fundos de 2008 Stand Up to Cancer, onde ele foi mostrado fazendo uma colonoscopia.